# Teddy Richert
Teddy Richert (ur. 21 września 1974 w Awinionie) – francuski piłkarz grający na pozycji bramkarza.

## Kariera klubowa
Richert urodził się w mieście Awinion, a jego pierwszym klubem w karierze była drużyna z Tuluzy, Toulouse FC. Od 1993 roku był członkiem jej pierwszego zespołu, jednak zadebiutował w nim dopiero w sezonie 1996/1997 w rozgrywkach Ligue 2. Wtedy też Toulouse awansowało do pierwszej ligi, a w niej Teddy zadebiutował 1 sierpnia 1997 w wygranym 1:0 domowym meczu ze Stade Rennais. Od tego czasu był podstawowym zawodnikiem Toulouse i grał w tej drużynie przez trzy lata rozgrywając łącznie 77 spotkań ligowych.
Latem 1999 roku Richert odszedł z Toulouse do drużyny Girondins Bordeaux. W niej pełnił jednak rolę rezerwowego dla reprezentanta Francji, Ulricha Ramé i w sezonie 1999/2000 nie rozegrał żadnego spotkania. W 2000 roku przeszedł do Lille OSC, ale tam wystąpił w zaledwie jednym spotkaniu, z AS Monaco (1:1) i jego miejsce między słupkami Lille zajął Grégory Wimbée. W 2001 roku wrócił do Bordeaux, jednak ponownie nie zaliczył żadnego ligowego meczu.
Na początku 2002 roku Richert trafił do FC Sochaux-Montbéliard. W jego barwach po raz pierwszy wystąpił 16 lutego w przegranym 0:3 spotkaniu z Bastią. W 2003 roku osiągnął z Sochaux swój pierwszy sukces, gdy dotarł do finału Pucharu Ligi Francuskiej. Rok później wygrał to trofeum, dzięki zwycięstwu w finale po serii rzutów karnych z FC Nantes. Z kolei w 2007 roku swoją postawą przyczynił się do wygrania przez Sochaux Pucharu Francji (po karnych z Olympique Marsylia) i Superpucharu Francji. W 2007 roku został też wybrany najlepszym bramkarzem Francji.
| Sezon   | Klub               | Kraj    | Rozgrywki  | Mecze | Bramki | Rozgrywki Europy   | Mecze | Bramki |
| ------- | ------------------ | ------- | ---------- | ----- | ------ | ------------------ | ----- | ------ |
| 1993/94 | Toulouse FC        | Francja | Division 2 | 0     | 0      | -                  | -     | -      |
| 1994/95 | Toulouse FC        | Francja | Division 2 | 0     | 0      | -                  | -     | -      |
| 1995/96 | Toulouse FC        | Francja | Division 2 | 0     | 0      | -                  | -     | -      |
| 1996/97 | Toulouse FC        | Francja | Division 2 | 20    | 0      | -                  | -     | -      |
| 1997/98 | Toulouse FC        | Francja | Division 1 | 31    | 0      | -                  | -     | -      |
| 1998/99 | Toulouse FC        | Francja | Division 1 | 26    | 0      | -                  | -     | -      |
| 1999/00 | Girondins Bordeaux | Francja | Division 1 | 0     | 0      | Liga Mistrzów UEFA | 1     | 0      |
| 2000/01 | Lille OSC          | Francja | Division 1 | 1     | 0      | -                  | -     | -      |
| 2001/02 | Girondins Bordeaux | Francja | Division 1 | 0     | 0      | -                  | -     | -      |
| 2001/02 | FC Sochaux         | Francja | Division 1 | 9     | 0      | -                  | -     | -      |
| 2002/03 | FC Sochaux         | Francja | Ligue 1    | 34    | 0      | -                  | -     | -      |
| 2003/04 | FC Sochaux         | Francja | Ligue 1    | 21    | 0      | Liga Europa UEFA   | 2     | 0      |
| 2004/05 | FC Sochaux         | Francja | Ligue 1    | 37    | 0      | Liga Europa UEFA   | 7     | 0      |
| 2005/06 | FC Sochaux         | Francja | Ligue 1    | 36    | 0      | -                  | -     | -      |
| 2006/07 | FC Sochaux         | Francja | Ligue 1    | 38    | 0      | -                  | -     | -      |
| 2007/08 | FC Sochaux         | Francja | Ligue 1    | 38    | 0      | Liga Europa UEFA   | 2     | 0      |
| 2008/09 | FC Sochaux         | Francja | Ligue 1    | 33    | 0      | -                  | -     | -      |
| 2009/10 | FC Sochaux         | Francja | Ligue 1    | 31    | 0      | -                  | -     | -      |
| 2010/11 | FC Sochaux         | Francja | Ligue 1    | 15    | 0      | -                  | -     | -      |
| 2011/12 | FC Sochaux         | Francja | Ligue 1    | 31    | 0      | Liga Europa UEFA   | 2     | 0      |

Stan na: 5 września 2012 r.